# Akerselva
Akerselva (i Sverres saga omtalt som Frysja, dvs. den kolde/frysende eller muligvis den sprøjtende) er en elv, der løber gennem Oslo fra Maridalsvannet og ud i Oslofjorden, ikke langt fra Operahuset. Akerselva er 9,8 kilometer lang med et fald på 149 meter, der skabte grundlag for en række industri-virksomheder: Til vand-, sav- og valsemøller, spinderier og væverier. I dag er der kun få tilbageværende af de tidligere virksomheder, og bebyggelsen langs med vandløbet bruges til kontorlokaler og beboelse, mens Akerselva regnes som Oslos grønne lunge, med parker og turstier langsmed bredden, og kendt for sine mange broer, deriblandt Ankerbroen og Åmodt bro.

## Historie
I et kongeligt reskript af 17. oktober 1636 befales de af "Vatterlandets, Grønlands og Piipervigens beboere" som har råd til at bygge i Christian 4.s nyanlagte stad Christiania, at flytte derhen. Kunne man ikke bekoste det, skulle man flytte til området ved "Aggershuses elv" mellem Sagene og den nuværende flodmunding. Det er første gang, vi finder vandløbets nye navn i skrevne dokumenter. Navnet var dog for tungvint og blev forenklet til "Agers elv", og til sidst det folkelige "Akerselva".
På kort fra 1795 kaldes elven "Agger's - eller den saa kaldede Waterland's - elv". Den har altså også været kaldt Vaterlandselva, efter området Vaterland.

## Norges største industrivirksomheder med vandkraft fra Akerselva

### Hjula Væverier
En af forgangne tiders industribedrifter var Hjula Væverier ved Hjulafossen i bydelen Sagene. Den var Norges ældste moderne - og en periode største - industrivirksomhed, og det første maskindrevne væveri i Norge. Bygningerne, med adresse Sagveien 23, rummer i dag kontorer. I 1841 åbnede Storbritannien for eksport af teknologi som dampmaskiner og vævstole. Bedriften blev etableret af Halvor Schou i 1855. Han flyttede sit bomuldsvæveri hertil, efter at have opkøbt faldrettighederne til Hjulafossen i 1854. Det muliggjorde en overgang fra kul til vandkraft. I starten bestod driften af 12 vævstole, men udvidedes til 400 vævstole og det samme antal ansatte. Hjula var dermed Norges største industribedrift. Rundt 1890 var tallet på ansatte oppe i 800. Avisen Socialdemokraten aflagde et besøg det år. Vævstolene slog 180 slag i minuttet; tre i sekundet. Larmen var øredøvende, anslået til 90-100 decibel. Men den virkede også søvndyssende, fordi den var så jævn. En væverske faldt i søvn, og hendes hoved faldt ind mod vævstolen, der fik fat i hendes hår. Kvinden blev skalperet. De andre løb til; den rasende værksmester gennede dem tilbage i arbejde. Kvinden blev kørt til Rigshospitalet, mens fabrikken fik en halv times ophold i produktionen, som arbejderne blev trukket i løn for.
Hjula veveri AS blev nedlagt i 1957, og er blandt Norges bedst bevarede, tidlige industrianlæg. Sammen med nabobedriften Nedre Vøiens Bomuldsspinderi var Hjula kraftcentrum i norsk tekstilindustri.

### Nydalens Compagnie
Allerede i 1845 var Nydalens Bomuldsspinderi grundlagt ved Akerselva på initiativ af Adam Severin Hiorth. Spinderiet blev sat i drift i 1847 og var fra 1867 et aktieselskab ved navn Nydalens Compagnie. Det var en komplet bomuldsvarefabrik med egne kraftanlæg ved den nuværende adresse Gjerdrums vei. Fra 1890'erne og frem til anden verdenskrig var Nydalens Compagnie Norges største tekstilbedrift med optil 1.100 ansatte. Børsnoteret fra 1942, nedtrapning i 1950'erne og nedlagt i 1963.

### Akers mekaniske værksted
I 1841 blev Akers mekaniske værksted stiftet som skibsbyggeri. Værkstedet begyndte sin virksomhed i 1842 ved Øvre Foss på Akerselvas østside, den gang i Aker herred, hvoraf navnet. De første år fremstillede man mindre maskiner, sprøjter, pumper m.m. I 1854 flyttet værkstedet ned til Oslos havn ved Pipervika som skibsværft (omtrent hvor Oslo rådhus nu ligger). Akers værft dominerede helt Oslos havn frem til 1980'erne.

## Galleri
- Turvej ved Ankerbroen.
- "Oslos grønne lunge".

## Eksterne kilder og henvisninger
- Oslo kommune, Vann- og avløpsetaten
- Turguide til Akerselva, Oslo kommune, Friluftsetaten 2007 (Webside ikke længere tilgængelig)
- Turguide til Akerselva, Oslo kommune, Friluftsetaten 2004 Arkiveret 26. maj 2011 hos  Wayback Machine
- Gunnar Jerman, Akerselva, Fra Sagatid til Opera Schibsted, Oslo, 2003.

59°57′24.55″N 10°45′57.92″Ø / 59.9568194°N 10.7660889°Ø
- Wikimedia Commons har flere filer relateret til Akerselva